# Марк Аврелий Диоген
Марк Аврелий Диоген (лат. Marcus Aurelius Diogenes) — римский политический деятель конца III века.
О происхождении Диогена ничего неизвестно. С 284 года по 286 год он занимал должность префекта Египта. Затем, в период между 286 и 293 годом он был президом (наместником) провинции Нумидия.